# Grzegorz Chojnacki (artysta)
Grzegorz Chojnacki (ur. 22 stycznia 1955 w Zgierzu) – polski artysta malarz, profesor sztuk plastycznych, w latach 2005–2012 rektor Akademii Sztuk Pięknych im. Władysława Strzemińskiego w Łodzi.

## Życiorys
W 1980 ukończył studia w Państwowej Wyższej Szkole Sztuk Plastycznych w Łodzi, uzyskując dyplom w pracowniach Leszka Rózgi i Stanisława Fijałkowskiego. Jako nauczyciel akademicki związany z macierzystą uczelnią, przekształconą w 1996 w Akademię Sztuk Pięknych. 18 października 2004 otrzymał tytuł profesora sztuk plastycznych, a w 2006 objął stanowisko profesora zwyczajnego. Na Wydziale Tkaniny i Ubioru kierował Pracownią Grafiki Warsztatowej (1996–2007). W 2007 został kierownikiem Pracowni Druku Cyfrowego na Wydziale Malarstwa i Grafiki, następnie objął kierownictwo Pracowni Technik Cyfrowych. W kadencjach 2005–2008 i 2008–2012 był rektorem ASP w Łodzi. W latach 2008–2012 pełnił również funkcję przewodniczącego Konferencji Rektorów Uczelni Artystycznych.
Podjął twórczość w zakresie grafiki artystycznej i projektowej oraz malarstwa.